# Белышево (Новгородская область)
Белышево — деревня в Окуловском муниципальном районе Новгородской области, относится к Угловскому городскому поселению.

## Географическое положение
Деревня Белышево расположена в северной части Валдайской возвышенности, на правом берегу реки Шегринка, у моста на дороге в Лунино от шоссе Окуловки—Боровичи, в 7 км к северо-востоку от деревни Озерки, в 16 км к востоку от города Окуловка.
В 0,4 км к югу, ниже по течению Шегринки, — деревня Ретеж; в 0,6 км к востоку — деревня Демидово.

## Население
| 2002 | 2006 | 2010 | 2011 |
| ---- | ---- | ---- | ---- |
| 3    | ↘2   | ↘1   | ↘0   |

## История
В XV—XVII вв. деревня Белышево находилась в Шегринском погосте Деревской пятины Новгородской земли.
В середине XV века деревня Белышево принадлежала сыну бывшего посадника Великого Новгорода Захару Григорьевичу Авинову. После его убийства в 1477 перешла в собственность Ивана III. В 1495 принадлежала Поздяку, человеку Гордея Семёновича Сарыхозина.
В середине XVI века деревней владел помещик Василий Иванович Шадрин.
В 1773—1927 Белышево находилось в Боровичском уезде Новгородской губернии. С начала XIX века до 1924 относилась к Шегринской волости Боровичского уезда
В 1911 Белышево было усадьбой Грессера с тремя домами и населением четыре человека.
Деревня Белышево входила в состав Озерковского сельского поселения.
В 2010 вошла в состав Угловского городского поселения.

## Транспорт
Деревня Белышево соединена с шоссе Окуловка—Боровичи дорогой через деревню Золотково.